# 7415-ös mellékút (Magyarország)
A 7415-ös számú mellékút egy hét kilométer hosszú, négy számjegyű országos közút Zala vármegyében. A 75-ös főút és a 7405-ös út közti legrövidebb összeköttetést biztosítja, így fontos út Becsvölgye és az attól északabbra fekvő települések közlekedésében is, annak ellenére, hogy egyiknek a területét sem érinti.

## Nyomvonala
A 75-ös főútból ágazik ki, annak 50,200-as kilométerszelvényénél, Nova központjában. Petőfi utca néven indul, északi irányban; alig fél kilométer után már külterületen jár. 2,3 kilométer megtétele után északnyugati irányba fordul, de még ezután is több mint négy kilométeren át Nova lakatlan külterületén húzódik. 6,5 kilométer után átlép Szilvágy közigazgatási területére. Ez utóbbi település lakott területeivel azonban nem is találkozik: röviddel a határvonalának átlépése után véget is ér, beletorkollva a 7405-ös útba, annak 20,400-as kilométerszelvényénél.
Teljes hossza, az országos közutak térképes nyilvántartását szolgáló kira.gov.hu adatbázisa szerint 7,026 kilométer.